# 忘れられた桜の木
「忘れられた桜の木」（わすれられたさくらのき）は、より子の1枚目のシングル。

## 解説
2005年3月30日に発売された。全作詞・作曲はより子。全編曲は中村太知。
アルバム『Coccon』からのシングルカット。より子初のシングル作品であり、同時に初のDVD付作品、もっと言えば初のCCCD仕様作品となった。CDの歌詞カードには坂口安吾の「桜の森の満開の下」の一節が掲載されている。
DVDにはアルバム『Coccon』のリードトラックであった「それでいいのですか？」のプロモーションビデオと、自身がレギュラー番組として担当していたラジオ番組『音屋 より子』の放送風景（2005年1月31日放送回を撮影）を収録している。

## 収録曲
CD
1. 忘れられた桜の木
ヴォーカル・ピアノ・バイオリンだけのシンプルな構成のバラード曲。バイオリンは『オールナイトニッポンレコード』出演時代から面識のある増田太郎が担当している。増田はこの曲を自身のブログで「夜に咲き誇りながら散りゆく時を待つ桜のイメージ」と評している。もともとは2002年に友人の恋愛話をモチーフに書き上げ、当時自身が出演していたラジオ番組『LF+R フライングナイト』で一度弾き語りで披露された。発表する予定でレコーディングまで済ませていたが、翌2003年の活動休止とともにお蔵入りしてしまい、メジャーデビューアルバムとなった『Cocoon』を制作するにあたって改めて再収録する運びとなった。ちなみに当時は現在よりもテンポが速かった。
プロモーションビデオには俳優の筧利夫が出演し、テレビや雑誌等で取り上げられ話題となった。なお、本作の発売から半月後の4月15日にTBS系『筑紫哲也 NEWS23』に自身初の生出演をし、同曲をピアノ弾き語りで披露した。
2. 鞄
ピアノ弾き語りのバラード曲。アルバム『Cocoon』の地方プロモーション活動のため成人式に出席できず、友人からの成人式には出ないのかという連絡に応対しているうちに悲しくなって書き上げたという。

DVD
1. 「それでいいのですか？」(Music Video)
2. これが「音屋 より子」だ